# Labdano
El labdano, de fórmula química C20H38, es un diterpeno bicíclico natural que forma el núcleo estructural de una amplia variedad de productos naturales conocidos colectivamente como labdanos o diterpenos labdanos. Los labdanos se llaman así porque los primeros miembros de su clase se obtuvieron originalmente del ládano, una resina derivada de las plantas de jaras.
Se ha determinado una variedad de actividades biológicas  para los diterpenos labdanos incluyendo antibacterianas, antifúngicas, antiprotozoarias y actividades antiinflamatorias.

## Ejemplos
- Forskolina
- Stemodene
- El ácido isocupressico es un componente abortivo de Cupressus macrocarpa.[5]